# Droga wojewódzka 467
Die Droga wojewódzka 467 (DW 467) ist eine 20 Kilometer lange Droga wojewódzka (Woiwodschaftsstraße) in der polnischen Woiwodschaft Großpolen, die Ciążeń mit Golina verbindet. Die Strecke liegt im Powiat Słupecki und im Powiat Koniński.

## Streckenverlauf
Woiwodschaft Großpolen, Powiat Słupecki
-  Ciążeń (Klein Döbern) (DK 466)
- Ląd (Lond)
- Lądek (Ladek)
- Dolany
- Ratyń
-  Sługocin (A 2)

Woiwodschaft Großpolen, Powiat Koniński
- Radolina (Klein Döbern)
- Bobrowo (Boberfeld)
- Myślibórz (Klein Döbern)
-  Golina (Gohlen am Warthe, Gollin) (DK 92)